# Luise Fleck
Luise Fleck, másképpen Luise Kolm vagy Luise Kolm-Fleck, született Louise vagy Luise Veltée (Bécs, 1873. augusztus 1. – 1950. március 15.) osztrák filmrendező; őt tartják a világ második női filmrendezőjének Alice Guy-Blaché után. Fia, Walter Kolm-Veltée szintén filmrendező.

## Élete
Apja Louis Veltée, a városi panoptikum igazgatója, egy lyoni családból származott, amely a 19. század elején telepedett le Ausztriában. Testvére, Claudius Veltée, szintén filmrendező lett.
1910-ben első férjével, Anton Kolmmal, Jacob Fleck operatőrrel és fivérével, Claudius Veltée-vel megalapították az Erste österreichische Kinofilms-Industrie vállalatot, amely az első jelentős filmipari cég volt Ausztriában. Az alapításhoz többek között Luise apjától kaptak anyagi támogatást. Következő évben a cég neve Österreichisch-Ungarische Kinoindustrie GmbH lett, majd 1911 végén, egy nagyobb pénzügyi átszervezés után kapta a Wiener Kunstfilm-Industrie nevet.
A cég első filmjei rövid dokumentumfilmek voltak, amelyeket Bécsben és az Osztrák–Magyar Monarchia különböző vidékein forgattak. Az osztrák filmpiacot akkoriban domináló francia cégeket az első világháború kezdetén kitiltották, így a Wiener Kunstfilm-Industrie fő versenytársa a szintén osztrák Sascha-Film lett. A háború alatt a filmhíradók és propagandafilmek területén versenyeztek, de a sokkal több anyagi forrással rendelkező Sascha-Film 1918-ra piacvezető lett, a Wiener Kunstfilm pedig megszűnt. Anton Kolmnak sikerült rendezine a pénzügyeket, és 1919-ben újjáalakította a céget Vita-Film néven.
1922-ben a Kolm-házaspár és Jacob Fleck pénzügyi viták miatt szakított a Vita-Filmmel; ugyanabban az évben Anton Kolm elhunyt. 1924-ben Luise és Fleck  összeházasodtak, és 1926-ban Berlinbe költöztek. Németországban Luise Fleck és férje különböző berlini produkciós cégeknek dolgoztak; ezek között volt a Liddy Hegewald és az Universum Film AG (UFA). Itt tartózkodásuk idején mintegy 30–40 filmet készítettek, néha kilencet is egyetlen év alatt. Amikor Hitler 1933-ban hatalomra jutott, visszatértek Bécsbe, mivel Jacob zsidó volt, de továbbra is a Hegewald-Film számára dolgoztak. Névlegesen Luise fia, Walter Kolm-Veltée felelt a rendezésért.
Mivel 1938-ban a nemzetiszocialisták Ausztriában is átvették a hatalmat, és az osztrák filmipar egésze a Reichskulturkammer irányítása alá került, nem kaptak több munkát. Jacob Flecket 1938-ban a dachaui koncentrációs táborba internálták, de 1940-ben kiszabadult. Ekkor Luise-zal együtt száműzetésbe vonult Sanghajba. Itt Fej Mu (Fei Mu) kínai rendezővel közösen rendezték a Söhne und Töchter der Welt című filmet, amelyet 1941. október 4-én mutattak be.
1947-ben, ugyanabban az évben amikor az első háború után filmstúdió megnyílt Ausztriában, a Fleck házaspár visszatért Bécsbe. Néhány filmet még készítettek az újjáéledt Neuer Wiener-Kunstfilm néven, de a valódi visszatérés nem következett be. Luise Fleck 1950-ben hunyt el, Jacob Fleck három évvel később.

## Művei
1911-ben mutatták be a Die Glückspuppe című filmet; ez volt az első, amelynél Luise neve fel volt tüntetve társrendezőként. Ugyanabban az évben következett több dráma is: Der Dorftrottel, a Tragödie eines Fabriksmädels illetve a Nur ein armer Knecht. 1913-ban két olyan filmet is bemutattak, ahol rendezőként és producerként is szerepelt: Der Psychiater és Das Proletarierherz.
Az első világháború alatt Habsburg- és háborúpárti propagandafilmeket rendezett Mit Herz und Hand fürs Vaterland (1915) és Mit Gott für Kaiser und Reich (1916) címen. 1918-ban jelent meg a Der Doppelselbstmord.
Osztrák irodalmi műveket is dolgozott fel: az 1919-es Die Ahnfrau és a Lumpazivagabundus Franz Grillparzer azonos című drámáján alapult. 1911-től 1922-ig, első férje halálának évéig több mint 45 filmet rendezett.
Luise Kolm főleg a stúdió társadalomkritikai tárgyú filmjeiért felelt, míg férje, Anton Kolm főleg a pénzügyekkel foglalkozott.
Összességében legalább 18 forgatókönyvet írt, 53 filmet rendezett, és 129 filmnél producerként volt jelen. Egyes feltételezések szerint a műveinek száma ennél jóval több is lehet, mivel elképzelhető, hogy nevét nem mindig tüntették fel a stáblistán.

## Főbb filmjei
- Die Glückspuppe (1911)
- Svengali (1914)
- Der Pfarrer von Kirchfeld (1914)
- Életünket és vérünket (1915)
- Die Tragödie auf Schloss Rottersheim (1916)
- A svihákok (1916)
- Nyári idyll (1916)
- Mit Gott für Kaiser und Reich (1916)
- Lebenswogen (1917)
- Tövises út (1917)
- Mir kommt keiner aus (1917)
- A vörös herceg (1917)
- A tékozló (1917)
- Im Banne der Pflicht (1917)
- Der Schandfleck (1917)
- Der Doppelselbstmord (1918)
- Rigoletto (1918)
- Die Geisel der Menschheit (1918)
- A zsidónő (1918)
- Freier Dienst (1918)
- Don Cäsar, Graf von Irun (1918)
- Die Schlange der Leidenschaft (1918)
- Seine schwerste Rolle (1919)
- Lumpazivagabundus (1919)
- Seemannsbraut (1919)
- Die Ahnfrau (1919)
- Die Zauberin am Stein (1919)
- Der Herr des Lebens (1920)
- Durch Wahrheit zum Narren (1920)
- Let the Little Ones Come to Me (1920)
- Freut Euch des Lebens (1920)
- Doctor Ruhland (1920)
- Anita (1920)
- Der tanzende Tod (1920)
- Herzblut (1920)
- Die Stimme des Gewissens (1920)
- Der Leiermann (1920)
- Eva, die Sünde (1920)
- Verschneit (1920)
- Großstadtgift (1920)
- 5 piros pecsét (1921)
- Mindhalálig... (1921)
- Revanche (1922)
- Frühlingserwachen (1924)
- Larsac asszony leánya (1924)
- Der Pfarrer von Kirchfeld (1926)
- Der Meineidbauer (1926)
- Liebelei (1927)
- Das Fürstenkind (1927)
- Ein Mädel aus dem Volke (1927)
- Der Orlow (1927)
- Wenn Menschen reif zur Liebe werden (1927)
- Der Bettelstudent (1927)
- Der fröhliche Weinberg (1927)
- Frauenarzt Dr. Schäferr (1928)
- Die Geliebte seiner Hoheit (1928)
- Hét bűnök hajója (1928)
- Die kleine Sklavin (1928)
- Die schönste Frau von Paris (1928)
- Cárevics (1928)
- Svihákok (1928)
- Cárné és a gárdahadnagy (1929)
- Mädchen am Kreuz (1929)
- Das Recht auf Liebe (1930)
- Einbruch im Bankhaus Reichenbach (1930)
- Varsói citadella (1930)
- Hortobágy (1930)
- Der Fleck auf der Ehr' (1930)
- Wenn die Soldaten (1931)
- Hathengeres szerelem (1932)
- Régi jó idők (1933)
- Pajzán éjszaka (1935)
- A kirchfeldi pap (1937)

## Fordítás
Ez a szócikk részben vagy egészben  a   Luise Fleck című angol Wikipédia-szócikk ezen változatának fordításán alapul.  Az eredeti cikk szerkesztőit annak laptörténete sorolja fel. Ez a jelzés csupán a megfogalmazás eredetét és a szerzői jogokat jelzi, nem szolgál a cikkben szereplő információk forrásmegjelöléseként.